# بين كوتس (لاعب كرة قدم أمريكية)
بين كوتس (بالإنجليزية: Ben Coates)‏ هو لاعب كرة قدم أمريكية أمريكي، ولد في 16 أغسطس 1969 في غرينوود في الولايات المتحدة.

## وصلات خارجية
- بين كوتس على موقع مرجع كرة القدم المحترفة.كوم (الإنجليزية)
- بين كوتس على موقع ميوزك برينز (الإنجليزية)